# 钩毛果属
钩毛草属（学名：Kelloggia），也称作钩毛果属，是茜草科下的一个属，为纤弱草本植物。该属共有两种，一种产自美洲西部，一种（云南钩毛草）产自中国云南。

## 下属物种
本属包括以下物种：
- 云南钩毛果 Kelloggia chinensis Franch., 云南钩毛草
- Kelloggia galioides Torr.